# Gastrotheca pulchra
Gastrotheca pulchra es una especie de anfibio anuro de la familia Hemiphractidae.

## Distribución geográfica
Esta especie es endémica de Brasil. Se encuentra en los estados de Bahía y Pernambuco.

## Descripción
Los machos miden de 27 a 29 mm y las hembras miden de 3 a 34 mm.

## Publicación original
- Caramaschi & Rodrigues, 2007: Taxonomic status of the species of Gastrotheca Fitzinger, 1843 (Amphibia, Anura, Amphignathodontidae) of the Atlantic Rain Forest of eastern Brazil, with description of a new species. Boletim do Museu Nacional, Nova Série, Zoologia, vol. 525, p. 1-19.[6]